# Месџид
Месџид је окупљачка богомоља, која је постојала у османлијској махали како би становнике у непосредној околини зближила у чвршћу исламску заједницу, као и због свакодневних друштвених и образовних потреба.

## Разлика између џамије и месџида
Џамија
Реч џамија одомаћила се у српском језику преко Османлија. Она води порекло из арапског језика у коме означава велику средишњу зграду у којој је обављана молитва петком.
Месџид
Назив месџид на просторима Србије означава сваку мању исламску богомољу.
Куранске објаве у суштини обесмишљавају постојање верских објеката (џамија или богомоља) за молитву исламских верник. Јер по Мухамеду читава земља је месџид и молитву је могуће обавити на сваком месту, уколико се испоштују сва установљена правила. Међутим, прву џамију подигао је сам Мухамед, док бројна предања подизање џамије везују за налог самог Алаха или анђела Џибрила.